# Anglikanische Kathedrale von Banjul

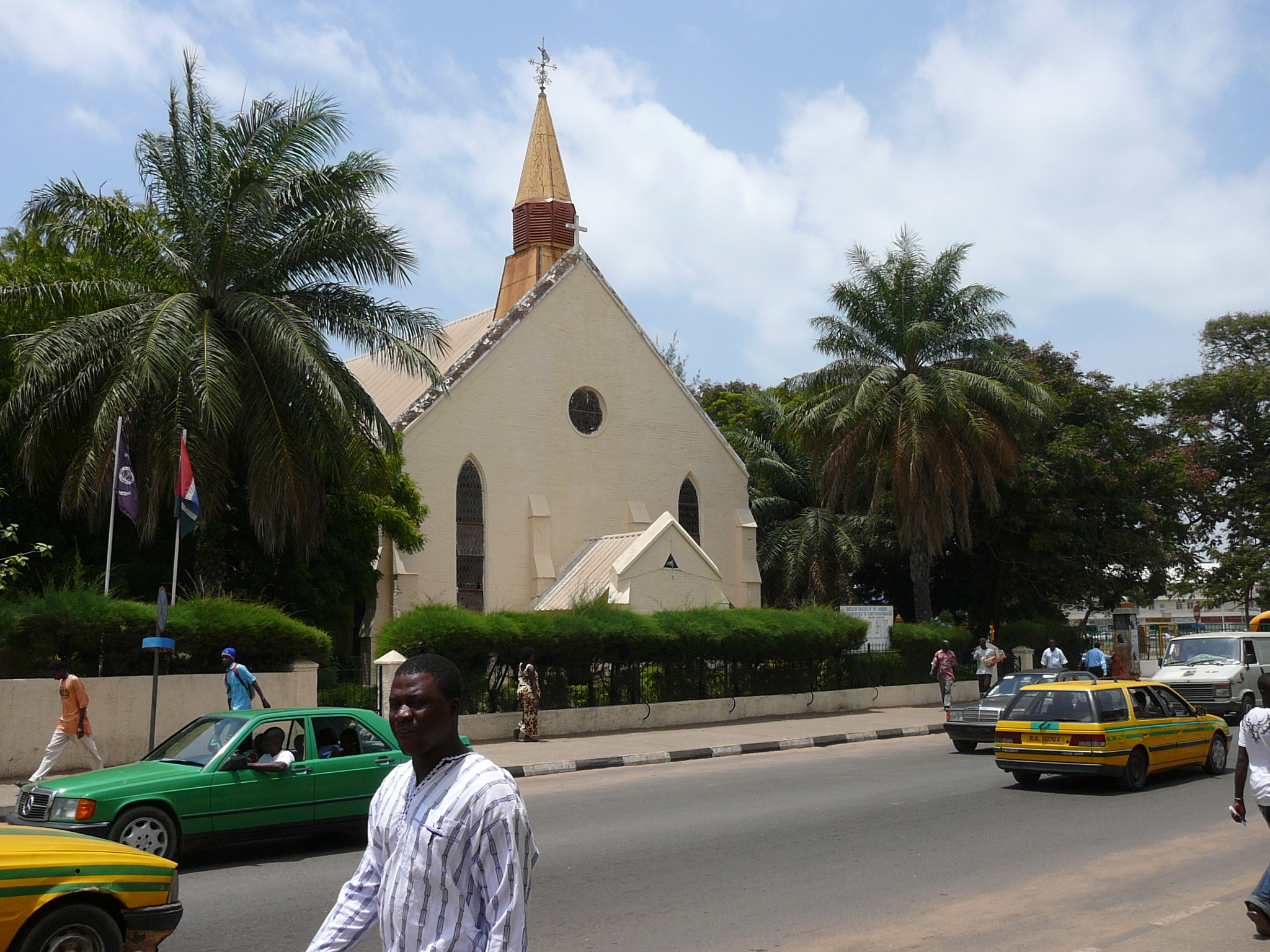
Die Anglikanische Kathedrale von Banjul

Die Anglikanische Kathedrale von Banjul, auch St. Mary’s Cathedral, ist ein Kirchengebäude der Anglikanischen Diözese Gambia, die zur Church of the Province of West Africa gehört, und befindet sich in der gambischen Hauptstadt Banjul.

## Lage
Sie liegt am MacCarthy Square, Ecke Glaucester Street, wo sie das Straßenbild dominiert. Die 1933 erbaute neugotische Backsteinkirche ist kleiner als die römisch-katholische Kathedrale.

## The Sankandi Monument
The Sankandi Monument vor der anglikanischen Kirche erinnert an die Schlacht von Sankandi im Jahr 1900, in der die Briten die Stadt Sankandi zerstörten.